# Partido Radical (Itália)
O Partido Radical (em italiano: Partito Radicale, PR) foi um partido político de Itália.
O PR foi fundado em 1955 por membros da ala esquerda do Partido Liberal Italiano, que defendiam uma linha radical e laica.
O PR situava-se no centro-esquerda, seguindo uma linha radical, liberal, social-liberal, ecológica e anticlerical. O PR teve os seus melhores resultados na década de 1970, muito graças às suas campanhas de apoio ao divórcio e aborto, bem como, ao apoio de movimentos feministas, ecologistas e homossexuais.
O PR dissolveu-se em 1988, transformando-se numa organização de nome Partido Radical Transnacional, que se dedica a causas humanitárias.
Politicamente, o PR foi sucedido por vários pequenos partidos, nomeadamente, a Lista Panella, a Lista Antiproibicionista das Drogas ou os Verdes - Arco Íris.

## Ideologia
O Partido Radical deu expressão à transformação da sociedade italiana para um comportamento e ideias mais liberais no pós-guerra. Um partido anticlerical, colocou-se dentro da esquerda libertária, muitas vezes trabalhando pela unidade de todos os partidos da esquerda italiana e propondo a adoção de um sistema político de estilo americano, com base no sistema eleitoral maioritário e a transformação das instituições italianas num sistema presidencialista. No entanto, o partido foi muitas vezes rejeitado por certas áreas da própria esquerda, especialmente aquelas ligadas ao Partido Comunista Italiano, devido ao forte apoio dos radicais ao anticomunismo, o seu liberalismo económico e sua crença nas liberdades sociais, religiosas, políticas, económicas e sexuais. O partido também era conhecido pela sua forte crença na democracia direta e especialmente pela sua promoção de referendos.

## Instrumentos de ação política

### A não-violência gandhiana e o valor do diálogo
A não-violência era uma das características mais distintivas da atividade do partido. Seguindo os ensinamentos de Liev Tolstói, Mahatma Gandhi, Martin Luther King e Karl Popper e em particular graças ao diálogo, mesmo conflituoso, entre Marco Pannella e Aldo Capitini, desde os primeiros dias de sua refundação pela esquerda radical, o Partido Radical escolheu a não-violência de forma extrema, como afirmou o próprio Pannella:
Se não queremos que a não-violência represente uma forma de violência, é necessário usar as suas formas extremas, como a greve de fome, com o único propósito de pedir ao poder, com total confiança, que cumpra o que prometeu e o que é a própria lei que lhe impõe.
De Gandhi, os radicais retomam o termo Satyagraha, que significa literalmente "amor à verdade". Na sua aplicação política, são adotados diversos instrumentos de ação não-violenta como a desobediência civil, autodenúncias, greves de fome e autorredução de medicamentos no caso dos doentes, mas sempre como forma de diálogo com as autoridades e para alcançar a afirmação e conhecimento da "verdade". O jejum radical permite a ingestão de 300-400 calorias por dia (os famosos "dois cappuccinos" diários pelos quais Pannella foi sido frequentemente criticado). O jejum radical, no entanto, é profundamente diferente do de Gandhi, que podia ficar inerte na cama aguardando os eventos que ocorreram após a lenta propagação das notícias da sua ação. Gandhi viveu numa sociedade onde os media não tinha a importância de hoje. Os ativistas do Partido Radical durante o jejum multiplicam a sua atividade e, justamente por meio das notícias, tentam "furar" o muro da informação, muitas vezes interessados apenas nos aspetos folclóricos do jejum do que nas suas reais razões políticas.

### Fantasia como uma necessidade
O Partido Radical não tinham um manifesto político. Há apenas um texto que entre muitos obteria um amplo consenso entre os radicais (de todos os tempos) e é o prefácio que em 1973 Andrea Valcarenghi, diretor da revista Re Nudo e animador do Movimento Situacionista Italiano, perguntou a Pannella sobre o livro Underground com o punho fechado.
A fantasia era uma necessidade, quase uma condenação e não uma escolha; parecia condenar-nos a ficar sozinhos [...] Assim conversávamos como podíamos e devíamos, com os pés, nas marchas, com as bitucas, nos sit-ins, com os contínuos "happenings", com grama ou com jejuns, objeções que pareciam "individuais" e "ações diretas" de poucos, na prisão ou no tribunal, com música ou com discursos, cada vez arriscando tudo, contra a maré sabendo que um único momento de descanso nos traria de volta horas de natação difícil.
O Partido Radical inovou, portanto, muitas vezes a linguagem da política italiana, inventando símbolos, ações demonstrativas e slogans, também graças à personalidade carismática do próprio Marco Pannella, que entrou na história da comunicação italiana.

### Um partido não exclusivo e federativo
A partir da primeira virada da esquerda radical, o Partido se caracterizava pela recusa decisiva de intermediação entre eleitores e eleitos. A organização era entendida como um instrumento federativo das solicitações vindas diretamente da sociedade civil por meio de associações unipessoais que os membros do Partido criavam com o intuito de envolver pessoas que não estariam necessariamente interessadas em filiação direta ao partido. Por outro lado, a inscrição ao próprio partido tornava-se não exclusiva e a inscrição de personalidades de diferentes partidos era explicitamente incentivada com a prática do cartão duplo. A partir da década de 1970, o Partido Radical caracterizava-se cada vez mais como um movimento monotemático centrado nas decisões tomadas democraticamente dentro dos congressos anuais e fixadas nas moções, que a liderança do partido devia então implementar. O congresso anual tornava-se assim o lugar central para a elaboração não só política, mas também prática da orientação do partido, que progressivamente evitava uma determinação ideológica precisa, conotando-se antes por uma atitude marcadamente pragmática e construtiva, capaz de envolver independentemente pessoas das mais diferentes políticas ou mesmo não particularmente interessados na política como tal.

### Obstrucionismo parlamentar
O obstrucionismo foi muito praticado pelos parlamentares do Partido Radical, que sempre estudaram as regras institucionais com muito rigor, às vezes até para revertê-las a um uso instrumental. Em 1976 opuseram-se à eleição do presidente da Câmara dos Deputados, o comunista Pietro Ingrao, e reivindicaram o papel do Parlamento como fórum de debate e não como registro de decisões já tomadas anteriormente. Foram acusados de obstrucionismo parlamentar ao se oporem às medidas excepcionais que davam poderes à polícia e ao prolongamento do período de prisão preventiva (Decreto Cossiga). Em 1977, denunciaram as implicações do caso Lockheed (que causou a renúncia do presidente Giovanni Leone em 1978), em 1979 o caso Sindoni e o papel da loja P-2. Também provocaram um forte debate político ao apresentar nas listas do partido, nas eleições, o filósofo Toni Negri (então procurado e capturado, acusado de ser ideólogo das Brigadas Vermelhas), a atriz pornô Ilona Staller ou o cantor Domenico Modugno.
Uma dos obstrucionismos parlamentares mais marcantes veio em 1980, quando o governo Cossiga propôs uma lei que dava mais poderes à polícia e o prolongamento do período de prisão preventiva, mesmo nos casos em que o crime de "tentativa de crime" não fosse comprovado. Os dezesseis deputados radicais então no parlamento apresentaram 7 500 propostas de alteração e falaram por mais de 94 horas em discursos cada um com mais de oito horas. O discurso mais longo de sempre foi proferido na Câmara por Marco Boato, que em 1981, contrariando uma lei posterior sobre detenção policial prolongada, falou continuamente durante 18 horas e 5 minutos. Boato e outro parlamentar radical Massimo Teodori, que fez um discurso um pouco mais curto "para se preparar, passaram semanas na biblioteca da Câmara. Traçaram rastros de páginas e páginas" pois o regulamento impedia parlamentares de ler um discurso escrito e que, além de permanecerem no assunto, jamais se poderiam apoiar na bancada. Também eram impedidos de beber café, pois o regulamento previa apenas o uso de água com açúcar.

### O recurso ao referendo
Na decisão de adotar a arma do referendo como uma das principais formas de luta política, paradoxalmente, veio do mundo católico (o "Comitê Nacional do referendo sobre o divórcio", presidido por Gabrio Lombardi, com o apoio da Ação Católica, da CEI e grande parte do DC) que em 1971 apresentou o pedido de referendo para a abolição da lei Fortuna-Baslini sobre o divórcio.
O excelente resultado obtido com o referendo sobre o divórcio, que marcou uma profunda derrota da frente clerical repudiada pela sua própria maioria de cidadãos que também se declaravam abertamente católicos que votaram pela manutenção da lei do divórcio, convenceu o Partido Radical, que também no início havia expressado dúvidas como uma ferramenta útil no caso dos direitos civis, para fazer do referendo a ponta de lança do seu arsenal de instrumentos não violentos de luta política, pois alimentava o confronto político entre as diferentes posições e cidadãos envolvidos na decisões fundamentais da sociedade, a começar pelos direitos civis. De facto, explicou Marco Pannella: "só o choque entre o mundo dito moderado, mas que está no destino - a despeito de si mesmo - tremendamente reacionário e o mundo do progresso a ser reconquistado e reagregado na sua clareza ideal pode causar não o pior, mas o melhor, tanto para a direita quanto para a esquerda! Só os choques culturais ideais, que dizem respeito às esperanças, à história, ao melhor de cada um, podem evitar os perigos da história de uma sociedade civil, de um país; ganham ótimos termos de comparação: na vida, no esperma, no sexo, no amor... "
A partir desse momento, o Partido Radical tornou-se uma incansável máquina de recolha de assinaturas que levou ao escrutínio do Tribunal Constitucional, à verificação de assinaturas e à aceitação de consultas, milhões e milhões de assinaturas autenticadas e certificadas em dezenas de consultas de referendo em praticamente todos os aspetos das batalhas pelos direitos civis e políticos dos italianos. A maioria dos referendos radicais nem sequer foram admitidos a consultas devido a interpretações do Tribunal Constitucional, consideradas pelos promotores como demasiado extensas dos limites estabelecidos pela Constituição sobre o uso de referendos (tanto que para essas decisões o Pannella definiria muitas vezes os membros do Tribunal como: "cúpula suprema da máfia partitocrática"), ou graças às manobras dos partidos que, ao aprovar leis sobre o tema dos referendos convocados, fizeram com que a necessidade dela desaparecesse, a fim de evitar confronto e debate.
Por uma longa temporada política, de meados da década de 1970 a meados da década de 1990, os referendos radicais às vezes apareciam, com todo o seu papel antagónico, na política italiana, embora muitas vezes as esperanças de reforma dos radicais sejam desconsideradas por leis que não respeitam os pedidos do referendo e as escolhas dos cidadãos (paradigmático é a abolição do financiamento público dos partidos políticos sancionada pelo referendo de 1993 e ainda nunca aconteceu).

### Recusa ao financiamento público aos partidos
O Partido Radical sempre tomou partido contra o financiamento público porque tende a aumentar o caráter oligárquico, burocrático e consociativo dos partidos políticos italianos. As objeções do partido à lei de financiamento público dos partidos, a partir da de 1974, são muitas. Uma primeira oposição é de natureza constitucional: esta lei estabelece uma espécie de identificação entre duas entidades jurídicas distintas, o grupo parlamentar (que, fazendo parte da estrutura legislativa do Estado, é certamente uma figura de direito público) e o partido (que, com razão, é regulado pelo direito privado e se configura como uma associação de facto) e é criado um mecanismo de dívida do Grupo para com o partido, isso contrariaria o princípio da independência parlamentar (artigo 67.º da Constituição). Entre outras coisas, isso evita o controle do Tribunal de Contas sobre os orçamentos dos partidos, substituído por um controle puramente formal da Presidência da Câmara.
A lei então, segundo os radicais, ao financiar os partidos já presentes no Parlamento, os coloca em posição de superioridade e vantagem sobre as novas formações políticas, petrificando a situação existente e violando o art. 49 da Constituição, porque o direito dos cidadãos de se associarem em partidos se configura, nos termos da lei, em direito de série A para os cidadãos que se associam aos já existentes e em direito de série B para quem pretende associar-se a novos: penalizar novas formações políticas corre o risco de prolongar artificialmente a vida de antigas organizações que desapareceriam quando não tivessem mais o apoio adequado de membros e simpatizantes.
O partido posiciona-se então contra a equação ilegítima que se cria, com esta lei, entre o direito - reconhecido e a ser protegido - à associação política e partido em "sentido estrito", como se não existissem e não merecessem reconhecimento e proteção "todas" as outras formas de associações políticas: ligas, comitês de referendo, movimentos (incluindo locais).
A tentativa de anulação desta lei promovendo dois referendos, recebendo milhões de votos e uma clara vitória em 1993, foi rejeitada pelo Parlamento, que mesmo após a sua revogação reintroduziu em 1996 o mecanismo de financiamento público sob a designação de “reembolsos eleitorais” .
Segundo os radicais, o único financiamento adequado para atividades políticas é aquele que favorece o apoio e facilitação das atividades políticas de todos os cidadãos e sua participação autônoma na vida pública, em vez do financiamento direto das estruturas burocráticas partidárias. Quanto às listas eleitorais e aos candidatos, obviamente sem prejuízo da publicidade completa e obrigatória dos fundos recebidos, segundo os radicais só deveria ser possível o financiamento "privado" por lobbies, fundações, sindicatos, cooperativas, etc., relançando assim seu papel como "sujeitos políticos financiados" por militantes e cidadãos. Tudo regulamentado com regras que garantem a transparência das demonstrações financeiras e a publicidade dos assuntos que financiam. Desta forma, financiar o "funcionamento democrático da vida civil" com "congressos", estruturas de "assembleia" nos distritos e municípios, para permitir e facilitar a máxima participação dos cidadãos.
Este modelo está, portanto, explicitamente previsto para o apoio do Partido Radical que apenas prevê financiamento privado individual e não aceita fundos ou doações públicas (por exemplo, recusando também o acesso a fundos de 5 por mil).

## Apoio popular
O PR nunca obteve apoio maciço nas eleições, devido à sua fraca organização e perfil eclético. Além disso, o partido não apresentou candidatos para todas as eleições e às vezes até apoiou a abstenção de voto. A exibição mais forte dos Radicais foi na eleição geral de 1979, quando obteve 3,5% dos votos e 18 deputados.
A Partido Radical Partido Radical tinha melhor implantação no Norte (especialmente no Piemonte) e nas grandes cidades (Roma, Milão, Turim e Nápoles) do que no Sul e nas áreas rurais.

## Resultados eleitorais

### Eleições legislativas
| Data | Líder             | Eleição              | Cl.           | Votos         | %             | +/-           | Membros       | +/-           | Estatuto      | Notas            |
| ---- | ----------------- | -------------------- | ------------- | ------------- | ------------- | ------------- | ------------- | ------------- | ------------- | ---------------- |
| 1958 | Bruno Villabruna  | Câmara dos Deputados | 9.º           | 405 574       | 1,37 / 100,00 |               | 6 / 596       |               | Oposição      | Aliança com PRI. |
| 1958 | Bruno Villabruna  | Senado               | 9.º           | 363 462       | 1,39 / 100,00 |               | 0 / 246       |               | Oposição      | Aliança com PRI. |
| 1963 | Bruno Villabruna  | Câmara dos Deputados | Não concorreu | Não concorreu | Não concorreu | Não concorreu | Não concorreu | Não concorreu | Não concorreu | Não concorreu    |
| 1963 | Bruno Villabruna  | Senado               | Não concorreu | Não concorreu | Não concorreu | Não concorreu | Não concorreu | Não concorreu | Não concorreu | Não concorreu    |
| 1968 | Marco Pannella    | Câmara dos Deputados | Não concorreu | Não concorreu | Não concorreu | Não concorreu | Não concorreu | Não concorreu | Não concorreu | Não concorreu    |
| 1968 | Marco Pannella    | Senado               | Não concorreu | Não concorreu | Não concorreu | Não concorreu | Não concorreu | Não concorreu | Não concorreu | Não concorreu    |
| 1972 | Marco Pannella    | Câmara dos Deputados | Não concorreu | Não concorreu | Não concorreu | Não concorreu | Não concorreu | Não concorreu | Não concorreu | Não concorreu    |
| 1972 | Marco Pannella    | Senado               | Não concorreu | Não concorreu | Não concorreu | Não concorreu | Não concorreu | Não concorreu | Não concorreu | Não concorreu    |
| 1976 | Marco Pannella    | Câmara dos Deputados | 9.º           | 394 439       | 1,07 / 100,00 |               | 4 / 630       |               | Oposição      |                  |
| 1976 | Marco Pannella    | Senado               | 9.º           | 265 947       | 0,85 / 100,00 |               | 0 / 315       |               | Oposição      |                  |
| 1979 | Marco Pannella    | Câmara dos Deputados | 6.º           | 1 264 870     | 3,45 / 100,00 | 2,38          | 18 / 630      | 14            | Oposição      |                  |
| 1979 | Marco Pannella    | Senado               | 6.º           | 413 444       | 1,32 / 100,00 | 0,47          | 2 / 315       | 2             | Oposição      |                  |
| 1983 | Marco Pannella    | Câmara dos Deputados | 8.º           | 809 810       | 2,19 / 100,00 | 1,26          | 11 / 630      | 7             | Oposição      |                  |
| 1983 | Marco Pannella    | Senado               | 8.º           | 548 229       | 1,76 / 100,00 | 1,46          | 1 / 315       | 1             | Oposição      |                  |
| 1987 | Francesco Rutelli | Câmara dos Deputados | 7.º           | 987 720       | 2,56 / 100,00 | 0,37          | 13 / 630      | 2             | Oposição      |                  |
| 1987 | Francesco Rutelli | Senado               | 6.º           | 572 461       | 1,77 / 100,00 | 0,01          | 2 / 315       | 1             | Oposição      |                  |

#### Eleições europeias
| Data | Cabeça de Lista   | Cl.  | Votos     | %             | +/-     | Deputados | +/-     |
| ---- | ----------------- | ---- | --------- | ------------- | ------- | --------- | ------- |
| 1979 | Marco Pannella    | 6.º  | 1 285 065 | 3,67 / 100,00 |         | 3 / 81    |         |
| 1984 | Marco Pannella    | 7.º  | 1 199 876 | 3,67 / 100,00 | Estável | 3 / 81    | Estável |
| 1989 | Francesco Rutelli | 11.º | 430 150   | 1,24 / 100,00 | 243     | 1 / 81    | 2       |